# リカルド・ビニェス
リカルド・ビニェス（Ricardo Viñes, 1875年2月5日 -  1943年4月29日）は、フランスで活躍したスペイン人ピアニスト、作曲家。ドビュッシー、ラヴェルの一連のピアノ曲の初演者として歴史に名を残す。プーランクのピアノの師としてもたびたび言及されている。

## 経歴
カタルーニャのリェイダ生まれ。パリ音楽院でピアノをシャルル・ド・ベリオに、作曲と和声法をバンジャマン・ゴダールとアルベール・ラヴィニャックに師事。ラヴェルに多くの書籍を教え、芸術サークル「アパッシュ」に参加するなど、ラヴェルに対して影響力があった。
ビニェスが初演したラヴェル作品は、『古風なメヌエット』（1898年初演。以下、作曲年ではなく初演年を記す）、『グロテスクなセレナード』（1901年）、『水の戯れ』および『亡き王女のためのパヴァーヌ』（1902年）、『鏡』（1906年）、『夜のガスパール』（1909年）が挙げられる。『古風なメヌエット』と、『鏡』の第2曲「悲しい鳥たち」はビニェスに献呈されている。ラヴェルはピアニスティックではない作品をピアニストに献呈して悦に入っていたのであり、その友情にもかかわらず、ビニェスのラヴェル作品の解釈を快く思っていなかった。
ビニェスはなよなよとした男性で、ラヴェルともども独身主義者であったため、「友達以上」の関係だったのではないかと疑われている。しかしながら、ラヴェルと親交のあった期間のビニェスの日記をひも解いても、それを裏付ける材料も、否定する材料も出てこない。
ドビュッシー作品の初演では、『ピアノのために』（1902年初演）、『版画』（1904年）、『仮面』および『喜びの島』（1905年）、『映像』第1集（1906年）、同第2集（1908年）が挙げられ、他にもピアノ伴奏歌曲の初演も手掛けている。
ドビュッシー、ラヴェルのほかにビニェスが作品を初演した作曲家には、アルベニス、サティ、ファリャ、セヴラックがいる。また、作曲家としてはセヴラックとサティへの『2つのオマージュ』、ラヴェル、フォーレ、サティとレオン＝ポール・ファルグに捧げる『4つのオマージュ』（共にピアノ曲）などの小曲を作曲している。スペイン語とフランス語の両方で、スペイン音楽について執筆した。バルセロナにて他界。